# Шасањ Монтраше
Шасањ Монтраше (фр. Chassagne-Montrachet) насеље је и општина у источном делу централне Француске у региону Бургоња, у департману Златна обала која припада префектури Бон.
По подацима из 2011. године у општини је живело 334 становника, а густина насељености је износила 51,38 становника/km². Општина се простире на површини од 6,5 km². Налази се на средњој надморској висини од 268 метара (максималној 410 m, а минималној 209 m).

## Демографија
| 1962. | 1968. | 1975. | 1982. | 1990. | 1999. | 2011. |
| ----- | ----- | ----- | ----- | ----- | ----- | ----- |
| 434   | 504   | 446   | 454   | 431   | 472   | 334   |

График промене броја становника у току последњих година